# Dommartin-lès-Cuiseaux
 Dommartin-lès-Cuiseaux  es una población y comuna francesa, en la región de Borgoña, departamento de Saona y Loira, en el distrito de Louhans y cantón de Cuiseaux.

## Demografía
| 884 | 844 | 776 | 681 | 684 | 636 |
| Para los censos de 1962 a 1999 la población legal corresponde a la población sin duplicidades (Fuente: INSEE [Consultar]) |     |     |     |     |     |